# Luiz Alves
Luiz Alves este un oraș în Santa Catarina (SC), Brazilia.